# Școala Superioară de Comerț din Ploiești
Școala Superioară de Comerț din Ploiești este un monument istoric aflat pe teritoriul municipiului Ploiești.